# فرناندو خواريز
فرناندو خواريز (بالإسبانية: Fernando Juárez)‏ (23 أغسطس 1998 في الأرجنتين - ) هو لاعب كرة قدم أرجنتيني في مركز الوسط.

## وصلات خارجية
- فرناندو خواريز على موقع قاعدة بيانات كرة القدم.إي يو (الإنجليزية)
- فرناندو خواريز على موقع Soccerway.com (الإنجليزية)